# بی‌ان‌اس تیتامیر
بی‌ان‌اس تیتامیر (به انگلیسی: BNS Titumir) یک کشتی است.